# Rue Duméril
La rue Duméril est une voie située dans le quartier de la Salpêtrière dans 13e arrondissement de Paris.

## Situation et accès
La rue Duméril est desservie par les lignes 5 à la station Campo-Formio.

## Origine du nom
Elle porte le nom du naturaliste André Marie Constant Duméril (1774-1860), en raison de son voisinage avec le Jardin des plantes de Paris.

## Historique
Cette rue trouve ses origines dans le chemin conduisant à Ivry-sur-Seine, déjà indiqué sur les plans de Braun datant de 1530 comme chemin de Gentilly.
En 1737, elle se nomme « rue du Gros-Caillou » ou « rue du Haut-Caillou », puis « rue du Marché-aux-Chevaux » à partir de 1806, lors de sa fusion avec l'autre partie de la rue se trouvant au-delà du boulevard Saint-Marcel et prend son nom actuel en 1865. 

## Bâtiments remarquables et lieux de mémoire
- Une des fontaines Wallace du quartier, au niveau du no 178, rue Jeanne-d'Arc.
- La barrière des Deux-Moulins, du mur des Fermiers généraux, était située à l'angle du boulevard de l'Hôpital.

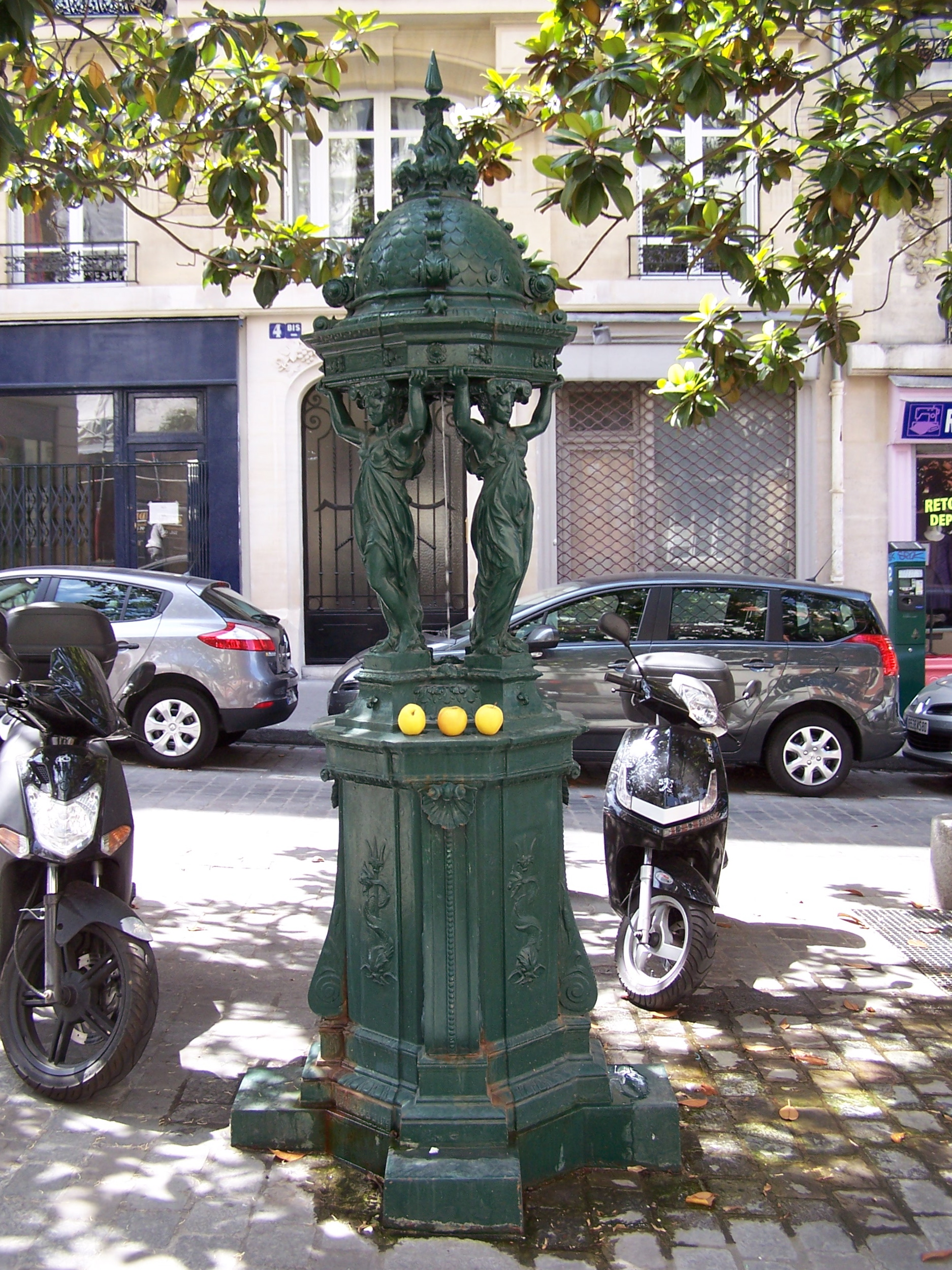
La fontaine Wallace de la rue.